# Carlo Biagi
Carlo Biagi (* 20. April 1914 in Viareggio; † 16. April 1986 in Mailand) war ein italienischer Fußballspieler.

## Karriere

### Vereine
Biagi spielte bereits 16-jährig für den in seinem Geburtsort ansässigen Amateurverein Unione Sportiva Viareggio und gewann mit ihm am Saisonende 1932/33 die regionale Meisterschaft in der Prima Divisione Interregionale (1°D); sein Verein stieg erstmals in die Serie B, der zweithöchsten Spielklasse im italienischen Fußball, auf.
Biagi hingegen blieb noch eine weitere Saison in der Spielklasse 1°D und war für die AC Prato in 26 Punktspielen, in denen er elf Tore erzielte, aktiv. Anschließend nach Viareggio zurückgekehrt, spielte er erneut für die US Viareggio und debütierte in der Saison 1934/35 in der Gruppe A der Serie B. In der Folgesaison spielte er für den Ligakonkurrenten SC Pisa, mit dem er diese um sieben Plätze besser abschloss.
Mit vier Saisons hatte Biagi anschließend für die SSC Neapel seine längste Vereinszugehörigkeit und die in der Serie A. Von 1936 bis 1940 bestritt er 86 Punktspiele, in denen er 15 Tore erzielte. Er debütierte am 27. September 1936 (3. Spieltag) bei der 0:1-Niederlage im Heimspiel gegen Juventus Turin. Sein erstes von vier Saisontoren in 23 Saisonspielen erzielte Biagi am 1. November 1936 (7. Spieltag) beim 4:0-Sieg im Heimspiel gegen Novara Calcio mit dem Treffer zum 1:0 in der 30. Minute. Während dieser Zeit bestritt er zudem neun Spiele im Wettbewerb um die Coppa Italia, den nationalen Vereinspokal; übers Viertelfinale hinaus gelangte er mit seiner Mannschaft nie. Er blieb in Neapel bis zum Ausbruch des Zweiten Weltkriegs, da er sich freiwillig meldete, um in dem Konflikt zu dienen. Nach Kriegsende setzte Biagi seine Karriere in Lecco im Jahr 1945 beim dort ansässigen Zweitligisten Calcio Lecco fort; allerdings bestritt er nur noch vier Punktspiele.

### Nationalmannschaft
Carlo Biagi bestritt vier Länderspiele für die A-Nationalmannschaft. Sie fanden alle während des olympischen Fußballturniers 1936 in Berlin statt. Unter Trainer Vittorio Pozzo wurde er im Achtel-, Viertel- und Halbfinale eingesetzt, sowie im Finale, das am 15. August im Olympiastadion Berlin mit 2:1 n. V. über die Amateurnationalmannschaft Österreichs gewonnen wurde. Sein Debüt hatte er am 3. August im Poststadion beim 1:0-Sieg über die US-amerikanische Nationalmannschaft gegeben. Beim 8:0-Viertelfinalsieg über die Nationalmannschaft Japans am 7. August im Mommsenstadion, hatte Biagi mit vier Toren seine einzigen im Turnier erzielt.

## Erfolge
- Olympische Goldmedaille 1936